# 神戸市立東町小学校
神戸市立東町小学校（こうべしりつ ひがしまちしょうがっこう）は、兵庫県神戸市西区学園東町にある公立小学校。

## 概要
西神ニュータウン開発に伴い、住民が増えたことで神戸市立小寺小学校から校区を分離する形で開校。一時は児童数が900人を超えていた。その後は減少している。

## 校風
- 校訓 「美しい夢と 確かな力を持ち 虹を架ける東町の子」[1]
- 創学の精神 「ともに学び ともに創り ともに喜ぶ」

## 沿革
出典
- 1990年4月1日 - 神戸市立小寺小学校より分離して開校。
- 1992年 - のびのび広場開設。
- 1995年1月17日 - 阪神・淡路大震災発生のため、23日まで休校。

## 学校行事
運動会や音楽会など

## 通学区域
- 神戸市西区
  - 学園東町

## 周辺
- 神戸市立太山寺中学校（進学先中学校）
- 兵庫県立神戸高等技術専門学院
- 学園東町公園

## 交通
- 神戸市営地下鉄西神・山手線 学園都市駅

## 通学区域が隣接している学校
- 神戸市立小寺小学校
- 神戸市立太山寺小学校
- 神戸市立菅の台小学校
- 神戸市立名谷小学校
- 神戸市立小束山小学校